# Washington County (Mississippi)
Washington County je okres ve státě Mississippi ve Spojených státech amerických. K roku 2010 zde žilo 51 137 obyvatel. Správním městem okresu je Greenville. Celková rozloha okresu činí 1 972 km².